# 川の光
川の光（かわのひかり）は、中央公論新社から発行されている松浦寿輝の小説作品、およびそれを原作とした長編アニメーション作。読売新聞夕刊にて2006年7月25日から2007年4月23日まで連載された。挿絵は島津和子が担当。続編に『川の光2 タミーを救え!』があり、こちらも読売新聞にて2011年9月1日から2012年10月28日まで連載された。

## あらすじ
東京近郊のとある川沿いに住むタータ達クマネズミの一家は、川沿いに祖先が掘った巣穴で生活していた。しかし、ある日人間が大挙して川沿いに押し寄せる。父親は下流に1匹で住んでいる老ネズミから、目の前の川が暗渠になると告げられ、一家3匹で上流に移住する事を決意する。しかし、3匹のネズミ達の行く手には数々の困難が待っていた。

## 登場キャラクター

### タータ一家
タータ
クマネズミ一家の長男でこの物語の主人公。巣穴のある川原が道路建設に伴い暗渠化される為、家族と共に川上へと旅立つ。そしてこの旅を通してたくましく成長する。物語が始まった時点で2度目の夏を迎えている。
チッチ
タータの弟。灰色の父や兄と違い母親と同じ白っぽい毛色をしており、本人もその事を気にしている。年相応に話し方は幼く行動が危なっかしいが、モグラの兄弟と出会った際にはドングリを使ったサッカーや松かさを使った玉転がしの様な遊びを考案する。
お父さん
タータとチッチの父親で、やや小柄な体格をしている。作中では名前が明かされていない。2人に分け隔てない愛情を注ぎ移動中も常に周囲の出来ごとに気を配っている。

### クマネズミ
爺さんネズミ
タータが住んでいる巣穴より少し下流に1匹で住んでいる老ネズミ。タータの父親に川の暗渠化工事が始まることを伝え上流に向かって旅立つ。川上へと到着し巣穴を作った後大雪の中で死にかけているタータらを見つけ助け出し、一緒に同じ巣穴で暮らすこととなる。
アニメではタータ達を助けたのは別のネズミ達に変わっている為再登場していない。
クマネズミの若夫婦
爺さんネズミより少し下流に住んでいる若いクマネズミの夫婦。工事で巣穴が潰れた為2匹の赤ん坊を連れて上流に移住する途中、タータ一家の巣穴に一泊した。しかし、ドブネズミ達に行く手を阻まれ、夫はドブネズミの挑発に乗って返り討ちに合いそれを見た妻も精神に異常をきたし、タータ一家と再会した時には死んだ赤ん坊の亡骸を持っていた。
アニメでは幼い子供を連れた夫婦が登場しているが、タータ一家の巣穴に一泊したり、妻がタータ達と再会するエピソードはない。

### ドブネズミ
ボスネズミ
ウサギ程の大きな体をした黒い毛色のドブネズミ。他のドブネズミ達を組織し自らの帝国を築く。恐怖政治を敷き縄張りから他の小動物や老ネズミ、病ネズミを締め出している。反乱を起こし逃亡したグレンの事を恐れており、地下下水道でタータとはぐれ捕まったチッチとお父さんを尋問しグレンの居場所を聞き出そうとする。
アニメには登場していない。
グレン
道に迷ったタータ達が豪雨の中で途方に暮れていた所を自分が住みかにしている市立図書館へと案内する。痩せて大柄な体格をしている。
かつて仲間と共にボスネズミを倒そうとしたが、密告により失敗し多くの仲間を殺される。逃亡の末、偶然辿り着いた市立図書館に居を構える。その後ボスネズミ達の元を脱出してきたドラム達の説得により反乱軍を再び結成。緻密な作戦を立てボスネズミとその幹部達を一掃し、平穏な国を築くことになる。
ドラム
グレンの同志だったがボスネズミに忠誠を誓わされ、帝国の境界の見張り番をさせられている。反乱軍の合言葉だった川の光という言葉をタータから聞きグレンが生きていた事を知る。そしてかつての同志達を集め捕まっていたお父さん達を救出し、ドブネズミ帝国から脱出する。
物静かで心配性だが、ドブネズミ帝国を倒す戦いでは獅子奮迅の戦いぶりを見せる。
アニメには登場していない。
ガンツ
グレンの同志でドラム達と共にチッチ達を助け出す。ガラガラ声で話す豪胆な性格の持ち主。グレンがドブネズミ帝国を倒す際には得意の穴掘りで、敵の参謀本部へと続く間道を掘った。
アニメには登場していない。
サラ
グレンの恋人で反乱軍の同志だった牝のドブネズミ。ドブネズミ帝国が滅んだあとグレンと結婚し彼との間に生まれた長男にタータ、次男にチッチと名付ける。
アニメには登場していない。

### スズメ一家
スズメの雛
木原公園に住んでいるスズメの牡の雛。人間の子供達に巣を襲われ逃げ出したが、まだ上手く飛べず、川辺に打ち上げられていた所をチッチ達と逸れたタータに助けられる。元気になってからは両親と共に度々タータ達の所へ遊びに出掛ける。
アニメでは嵐で川に落ちたことになっている。
スズメの父
タータの助けたスズメの雛の父親。初めはタータが雛を襲っていると勘違いして彼を攻撃した。チッチがノスリにさらわれた時には妻と後をつけ、彼が田中動物病院に収容され生きている事を一家に知らせる。お父さんが護岸にある排水溝に閉じ込められた際にも妻と共にタミーを一家の元へと案内する。
その後は妻と共に新しい巣で5羽の子供の世話をしつつ、モグラの親子やタミーにタータ達の近況を知らせている。
スズメの母
タータの助けたスズメの雛の母親。夫と同様ネズミとは話した事がなかったが、雛を助けた事にお礼を言う。

### モグラ一家
モグラのお母さん
タータ一家が木原公園で出会った牝モグラで作中では名前は明かされていない。お父さんが独身なのを知り、自分が住んでいる巣穴にすむよう提案する。性格は大らかでやさしいが少し強引で独り善がりな所がある。しかし、ネズミ類にセキや鼻水、頭痛等のアレルギーを引き起こすナギナタコウジュが生えていた為一家と別れることになる。
その後妻を亡くした気弱な牡モグラと再婚し子供をもうけるが、夫に逃げられてしまう。しかし当人は全く気にしておらず、新しい出会いに胸をときめかしている。
親子共々アニメには登場していない。
モグラの兄弟
モグラのお母さんの子供達。名前は上から順にモラ、モリ、モル、モレ、モロ。巣穴に住み始めたタータ達とは直ぐに打ち解け、よくチッチの考案した遊びで彼と共に遊んでいた。

### 人間
圭一
小学6年生。新太という男友達と下校中にノスリにさらわれて負傷したチッチを田中動物病院に連れていく。チッチの事は白ちゃんと呼んでいる。タータ一家が動物病院から逃げ出した後、野球の練習試合の帰りに乗り込んだ路線バスに偶然タータ一家が同乗しており、逃げ遅れたチッチを助けバスから逃がす。
その後中学校に入学し野球部に入部。チッチを助けて以来、バスに乗るたび座席の下を覗く癖がついてしまう。チッチとの出会いが元で動物に興味を持つようになり、白と黒の柄のついた子猫を田中先生から貰いハナちゃんと名付け飼い始める。
アニメには登場していない。
田中先生
妻と1人の女性看護師と共に田中動物病院を営む40代の獣医師。治療する動物のことを思いやり、腕も確かな名医だが逆にその腕がアダとなりあまり繁盛しておらず、母校の大学に戻り教職に就くか、病院を続けるか悩んでいる。圭一達が連れてきたチッチを治療しチッチに会う為にワザと捕まったタータとお父さんを同じカゴに入れる。タータ達がカゴから逃げ出した際、お礼に置いて行った妻が捜していた黒真珠のピアスの片方を見つけ、病院を続ける事を決意する。
その後近くにペットと同居できるマンションが建ち、名医としての評判も広がった為病院は繁盛している。
アニメには登場していない。
バスの運転手
タータ達一家が人通りの多い駅周辺から、その向こうへ行く為乗り込んだ路線バスの運転手。タータ一家が見つかって客が騒いだ為、逃げ遅れたチッチをボードで叩こうとする。

### その他の動物達
タミー
タータ一家が住んでいた川原の近くに住む、大学教授に飼われているゴールデン・レトリーバー。牝犬だが一人称はぼく（所謂ボク少女）で幼い話し方をする。飼われている庭を囲う柵の下に穴を掘り、飼い主に気付かれずに自由に出入りしている。タータ達とは川原で出会い、チッチがペットボトルに乗って流されていた時に彼を助ける。お父さんが川原の排水溝に閉じ込められた際には一晩かけて彼の元に駆けつけて助ける。
その後飼い主によって柵の下の抜け道は塞がられるが、別の穴を掘って相変わらず自由に出入りしている。
イタチ
タータ一家のかつての巣穴より下流に住んでいた老イタチ。過去にタータ達を追いかけてお父さんに鼻先を噛まれて以来一家を目の敵にしている。ネズミ達同様暗渠工事の為に住処を追われ川上へと移動。その道中で2回タータ一家を見つけ襲うが尽く失敗。その後ドブネズミ帝国の軍隊と戦いながら、ある晩車道を渡ろうとした際車に轢かれ死亡。
アニメでは、それらしいイタチが登場する。
ブルー
庭付きの一軒家に住むお婆さんに飼われている、エメラルドグリーンの目をしたロシアンブルーの牝猫。おばちゃんと呼ばれる事を嫌っている。魚から作られたキャットフードを食べている為、地下下水道でお父さん達と逸れたタータを食べずに彼の世話をする。飼い主のお婆さんの様子がおかしい為彼女の事を心配しているが、タータにその事を指摘されるとごまかしていた。イタチがタータ一家を襲おうとした時には後をつけていた為撃退する。
その後飼い主が俳句同好会に参加して元気を取り戻した為、内心では彼女が元気になった事を喜んでいる。
アニメでは庭に迷い込み衰弱していたタータ一家3匹の世話を焼いており、飼い主は染め物をしていた。

## アニメ
2009年6月20日にNHK総合の環境特集番組シリーズSAVE THE FUTURE の1つとして放送され、同番組パーソナリティの藤原紀香もスズメの母親役で登場している。その後2009年12月20日にNHK総合で再放送されている。
第27回シカゴ国際子ども映像祭長編アニメーション部門にて、子ども、成人による投票でともに大賞（1st Prize）を受賞。
第18回子どもアース・ビジョン賞、アメリカ国際ビデオ・フィルム祭エンタテインメント部門最優秀賞、上海テレビ祭銀賞受賞。

### スタッフ
- 原作 - 松浦寿輝
- 監督 - 平川哲生
- 演出協力 - 原恵一
- 脚本 - 吉岡たかを
- キャラクターデザイン - 丹内司
- 美術監督 - 山本二三
- 美術 - 稲葉邦彦、日野香諸里
- 撮影監督 - 枝光弘明
- 音響監督 - たなかかずや
- 音楽 - 栗原正己
- タイトルロゴデザイン - 下り藤敏男
- 制作統括 - 安斎昌幸
- アニメーション制作 - ぎゃろっぷ[4]
- 制作 - NHKエンタープライズ
- 制作・著作 - NHK

### 声の出演
- タータ - 折笠富美子
- チッチ - 金田朋子
- お父さん - 山寺宏一
- タミー - 平野綾
- グレン - 大塚明夫
- ブルー - 田中敦子
- スズメの雛 - 鈴木晶子
- スズメの父 - 原田伸郎
- スズメの母 - 藤原紀香
- バスの運転手 - 松本和也
- 爺さんネズミ - 青野武

### 主題歌
「I'm here with you」
作詞・作曲・歌 - 遊佐未森 / 編曲 - 渡辺等

### 原作とアニメの相違点
ボスネズミやモグラ一家、田中先生等登場しないキャラクターが存在し、それに伴い彼らの絡むエピソードも割愛・変更されている。